# Мурталов случај
Мурталов случај је ТВ филм загребачког редитеља Едуарда Галића, снимљен 1976. године.

## Кратак садржај
Ово је прича о младићу, будућем научнику, који са математичком прецизношћу планира свој будући живот, али га рачуница изневери...

## Улоге
| Глумац            | Улога          |
| ----------------- | -------------- |
| Драган Зарић      | Душан Муртал   |
| Петар Краљ        | Емил           |
| Мирјана Вукојичић | Анђа Ружић     |
| Оливера Марковић  | Госпођа Ружић  |
| Ксенија Јовановић | Емилова тетка  |
| Милан Пузић       | Мирковић       |
| Богић Бошковић    | Капетан Иванић |
| Љубомир Ћипранић  |                |
| Иван Ђурђевић     | Старац         |
| Радмила Ђурђевић  | Анђина сестра  |
| Томанија Ђуричко  | Трафиканткиња  |
| Љиљана Газдић     |                |
| Злата Нуманагић   | Радмила        |
| Васа Пантелић     | Душанов шеф    |
| Владан Живковић   | Гост у кафани  |
| Радомир Поповић   | Конобар        |
| Драгица Лукић     |                |
| Драгољуб Петровић |                |
| Будимир Шаренац   |                |